# Alanzinho
Alanzinho, pseudonimo di Alan Carlos Gomes da Costa (Rio de Janeiro, 22 febbraio 1983), è un ex calciatore brasiliano, di ruolo centrocampista.

## Caratteristiche tecniche
Piccolo fisicamente, Alanzinho è un esterno offensivo dotato di velocità, dribbling e capacità di fornire assist ai propri compagni. Molto dotato tecnicamente, la sua attitudine da funambolo lo ha limitato in alcune fasi della carriera.

## Carriera

### Club
Ha iniziato la carriera nel suo paese, giocando inizialmente per il Flamengo. Si è poi trasferito prima all'America e successivamente al Gama.

#### Stabæk
Nel 2005 è stato acquistato dallo Stabæk. Il club norvegese lo aveva valutato attraverso un DVD prodotto da un'emittente svedese che aveva individuato alcuni prospetti ritenuti interessanti in Brasile. Con lo Stabæk ha vinto il campionato 2008. È stato quindi nominato sia centrocampista dell'anno nel premio Kniksen che nel giocatore dell'anno per la NISO. Il 15 maggio 2008 ha firmato un rinnovo triennale.

#### Trabzonspor
Il 27 gennaio 2009, Stabæk e Trabzonspor hanno confermato d'aver raggiunto un accordo per il trasferimento del giocatore in Turchia: il buon esito della trattativa sarebbe stato determinato dal raggiungimento delle condizioni economiche tra Alanzinho ed il Trabzonspor, nonché dal superamento delle visite mediche di rito. Il giorno seguente ha firmato un contratto della durata di tre anni e mezzo, con scadenza quindi fissata al 30 giugno 2012.
Ha esordito nella Süper Lig il 31 gennaio successivo, subentrando ad Ibrahim Yattara nella vittoria per 0-2 sul campo dell'Ankaraspor. Il 15 marzo ha realizzato la prima rete, nel pareggio interno per 2-2 contro il Galatasaray. In questa porzione di stagione in squadra, Alanzinho ha segnato 4 reti in 17 presenze ed ha contribuito al 3º posto finale del Trabzonspor, che si è garantito così l'accesso all'Europa League 2009-2010.
Nell'annata successiva, la squadra ha centrato il successo finale nella Türkiye Kupası. In virtù di questo risultato, il Trabzonspor ha conteso la Türkiye Süper Kupası 2010 al Bursaspor, vincitrice del precedente campionato: Alanzinho ha contribuito al successo della sua squadra col punteggio di 1-0. Il 27 gennaio 2014, ha rescisso consensualmente il contratto che lo legava al club turco. Si è congedato dal club con 185 presenze tra campionato e coppa, con 16 reti all'attivo.

#### Balıkesirspor
Libero da vincoli contrattuali, Alanzinho si è trasferito al Balıkesirspor, sempre in Süper Lig.

#### Nuovamente allo Stabæk
Nell'estate 2016, senza contratto, è tornato ad allenarsi con lo Stabæk. L'11 agosto, lo Stabæk ha manifestato la volontà di tesserare Alanzinho, ma non potendo sostenerne i costi ha ufficialmente chiesto ai propri tifosi – nonché agli sponsor – un aiuto economico affinché ciò potesse accadere. Il 16 agosto, Alanzinho è stato presentato ufficialmente come nuovo giocatore dello Stabæk, avendo firmato un contratto valido fino al termine della stagione. Inge André Olsen, direttore sportivo della squadra, ha ringraziato i tifosi per il supporto nella trattativa. Si è svincolato al termine del campionato 2016.

## Statistiche

### Presenze e reti nei club
Statistiche aggiornate al 1º gennaio 2017.
| Stagione            | Club                | Campionato          | Campionato | Campionato | Coppe nazionali | Coppe nazionali | Coppe nazionali | Coppe continentali | Coppe continentali | Coppe continentali | Supercoppe | Supercoppe | Supercoppe | Totale | Totale |
| Stagione            | Club                | Comp                | Pres       | Reti       | Comp            | Pres            | Reti            | Comp               | Pres               | Reti               | Comp       | Pres       | Reti       | Pres   | Reti   |
| ------------------- | ------------------- | ------------------- | ---------- | ---------- | --------------- | --------------- | --------------- | ------------------ | ------------------ | ------------------ | ---------- | ---------- | ---------- | ------ | ------ |
| ago.-dic. 2005      | Stabæk              | 1D                  | 11         | 3          | CN              | 1               | 0               | -                  | -                  | -                  | -          | -          | -          | 12     | 3      |
| 2006                | Stabæk              | ES                  | 21         | 2          | CN              | 3               | 1               | -                  | -                  | -                  | -          | -          | -          | 24     | 3      |
| 2007                | Stabæk              | ES                  | 26         | 5          | CN              | 6               | 4               | -                  | -                  | -                  | -          | -          | -          | 32     | 9      |
| 2008                | Stabæk              | ES                  | 25         | 9          | CN              | 7               | 3               | CU                 | 2                  | 0                  | -          | -          | -          | 34     | 12     |
| gen.-giu. 2009      | Trabzonspor         | SL                  | 17         | 4          | CT              | -               | -               | -                  | -                  | -                  | -          | -          | -          | 17     | 4      |
| 2009-2010           | Trabzonspor         | SL                  | 29         | 1          | CT              | 9               | 2               | UEL                | 2                  | 0                  | -          | -          | -          | 40     | 3      |
| 2010-2011           | Trabzonspor         | SL                  | 29         | 3          | CT              | 2               | 1               | UEL                | 2                  | 0                  | ST         | 1          | 0          | 34     | 4      |
| 2011-2012           | Trabzonspor         | SL                  | 37         | 2          | CT              | 2               | 1               | UCL+UEL            | 8+3                | 0                  | -          | -          | -          | 50     | 3      |
| 2012-2013           | Trabzonspor         | SL                  | 27         | 1          | CT              | 6               | 1               | UEL                | 2                  | 0                  | -          | -          | -          | 35     | 2      |
| 2013-gen. 2014      | Trabzonspor         | SL                  | 1          | 0          | CT              | 0               | 0               | UEL                | 8                  | 0                  | -          | -          | -          | 9      | 0      |
| Totale Trabzonspor  | Totale Trabzonspor  | Totale Trabzonspor  | 140        | 11         |                 | 19              | 5               |                    | 25                 | 0                  |            | 1          | 0          | 185    | 16     |
| 2014-gen. 2015      | Balıkesirspor       | SL                  | 14         | 1          | CT              | 0               | 0               | -                  | -                  | -                  | -          | -          | -          | 14     | 1      |
| gen.-giu. 2015      | Gaziantep BB        | 1L                  | 18         | 5          | CT              | -               | -               | -                  | -                  | -                  | -          | -          | -          | 18     | 5      |
| 2015-2016           | Gaziantep BB        | 1L                  | 21         | 1          | CT              | 0               | 0               | -                  | -                  | -                  | -          | -          | -          | 21     | 1      |
| Totale Gaziantep BB | Totale Gaziantep BB | Totale Gaziantep BB | 39         | 6          |                 | 0               | 0               |                    | -                  | -                  |            | -          | -          | 39     | 6      |
| ago.-dic. 2016      | Stabæk              | ES                  | 8+2        | 1+0        | CN              | -               | -               | UEL                | -                  | -                  | -          | -          | -          | 10     | 1      |
| Totale Stabæk       | Totale Stabæk       | Totale Stabæk       | 91+2       | 20+0       |                 | 17              | 8               |                    | 2                  | 0                  |            | -          | -          | 112    | 28     |
| Totale              | Totale              | Totale              | ?          | ?          |                 | ?               | ?               |                    | ?                  | ?                  |            | -          | -          | ?      | ?      |

## Palmarès

### Club

#### Competizioni statali
- Campionato Carioca: 1

Flamengo: 2001
- Taça Guanabara: 1

Flamengo: 2001

#### Competizioni nazionali
- Copa dos Campeões: 1

Flamengo: 2001
- Coppa di Turchia: 1

Trabzonspor: 2009-2010
- Supercoppa di Turchia: 1

Trabzonspor: 2010
- Campionato norvegese: 1

Stabæk: 2008

### Individuale
- Miglior centrocampista del campionato norvegese: 2

2007, 2008
- Calciatori dell'anno per la NISO: 1

2008